# Charles Delacre

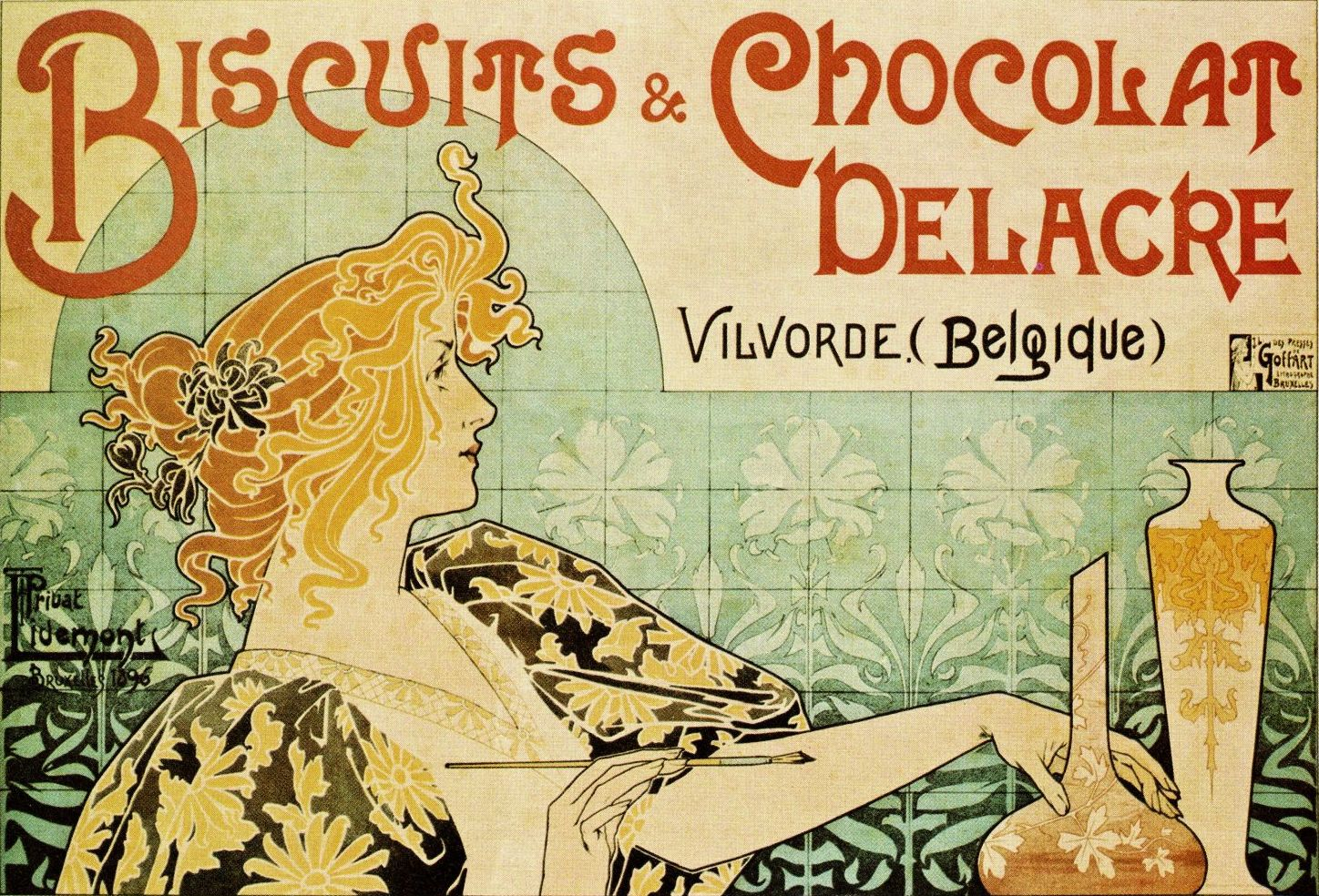
Affiche van Henri Privat-Livemont

Charles Delacre (Duinkerke (Frankrijk), 7 juni 1826 – overleden 1907) was de stichter van het Belgische koekjesmerk Delacre. Hij was tevens de bouwheer van de (nog bestaande) Apotheek Delacre aan de Koudenberg te Brussel, gebouwd onder leiding van architect Paul Saintenoy.

## Apotheker
Delacre was apotheker van opleiding en verkocht in zijn vestiging te Brussel chocolade als een geneesmiddel. Later opende hij, in de Belgische hoofdstad, een typische chocoladewinkel, om nog iets later een fabriek te openen te Elsene. Daar produceerde hij vanaf 1873 chocolade onder zijn eigen naam, de koekjes volgden in 1891. Ondertussen was het bedrijf (1880) gevestigd in Vilvoorde. In 1906 gaf hij de leiding door aan zoon Pierre.
Omdat Charles regelmatig de beeltenis van de Belgische koninklijke familie op de verpakking plaatste, kreeg hij reeds in 1879 het predicaat van Hofleverancier.
In 2009 bracht het bedrijf nog een koektrommel op de markt met de beeltenis van koning Albert II en koningin Paola naar aanleiding van vijftig jaar huwelijk. Regelmatig komen er ook beperkte edities die betrekking hebben op de stripfiguur Kuifje.
Sinds 1998 is het bedrijf Delacre een onderdeel van het Britse United Biscuits, dat op zijn beurt (sinds november 2014) eigendom is van de Turkse Yıldız Holding.